# Mezritch
Mezritch (en ucraïnès: Великі Межирічі), (en rus: Великие Межиричи), (en polonès com: Międzyrzec Korecki), (en hebreu: מזריטש), (en jiddisch: מעזריטש), és una localitat que està situada en el raió de Korets, a l'óblast de Rivne, a Ucraïna. Està situada 13 milles a l'oest de Korets, i 27 milles a l'est de Rivne. El govern local és administrat pel consell del poble de Velykomezhyritska.

## La vida jueva a Mezritch
L'esdeveniment més important de la comunitat jueva de Mezritch va ser l'arribada del Maguid, el rabí Dov Ber. Després de la mort del fundador de l'hassidisme, el rabí Yisroel Ben Eliezer, més conegut també com el Baal Xem Tov, l'any 1761, el rabí Dov Ber va esdevenir el nou líder del moviment. Es va traslladar a Rivne, i més tard a Mezritch, a on va romandre la resta de la seva vida. Mezritch ràpidament va esdevenir un lloc de peregrinació pels jasidim. La ubicació de Mezritch estava més a prop de Polònia i de Belarús que no pas l'assentament del Baal Shem Tov a Medjíbij, i va actuar com un estímul pel creixement del moviment hassídic.